# Christoph Längle

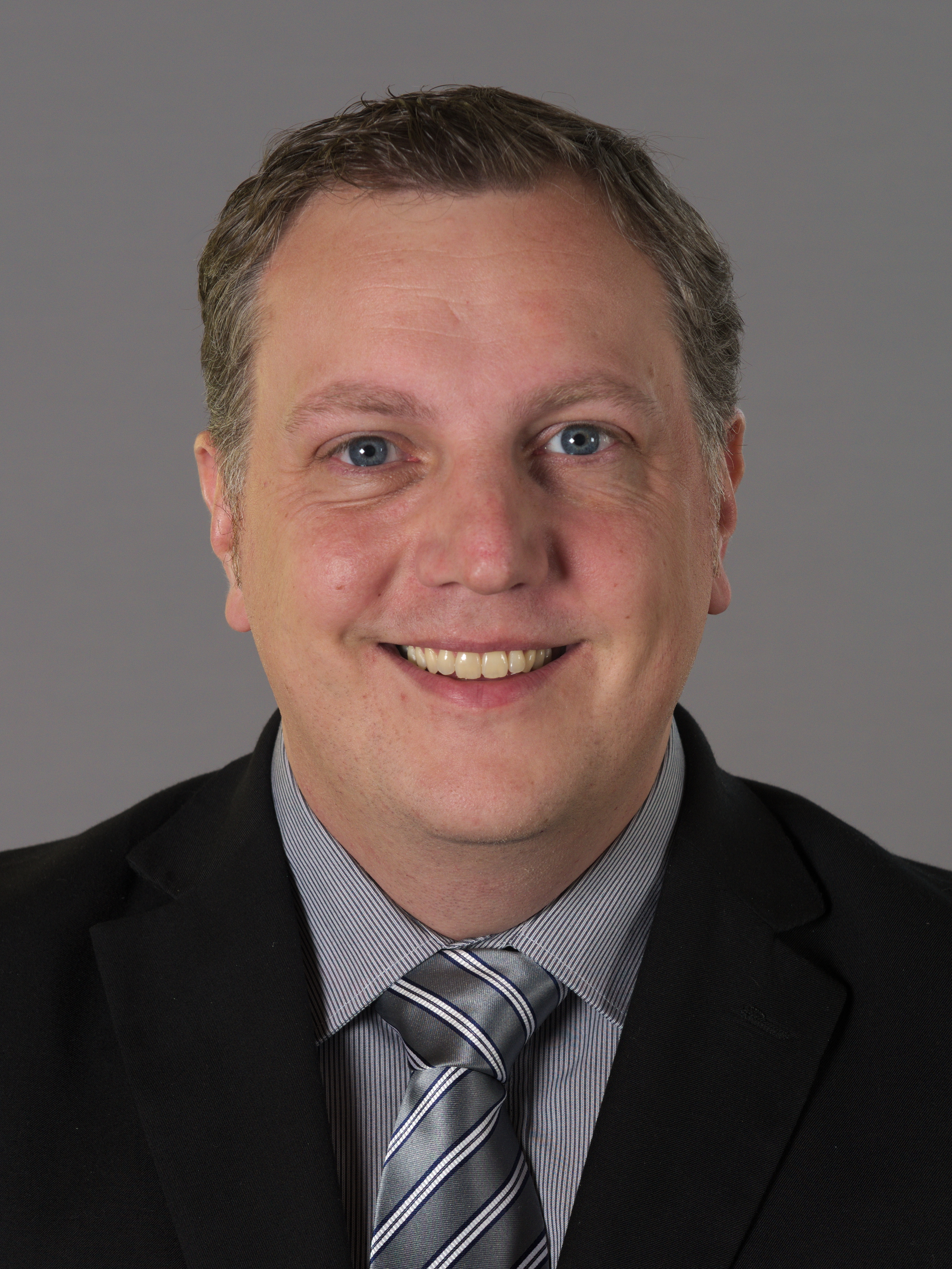
Christoph Längle (2017)

Christoph Längle (* 20. Oktober 1979 in Hohenems) ist ein österreichischer Politiker (parteilos, zuvor FPÖ). Längle war von Oktober 2014 bis November 2019 Mitglied des österreichischen Bundesrats.

## Ausbildung und Beruf
Christoph Längle besuchte die Volks- und Hauptschule in Götzis und danach von 1994 bis 1997 die Handelsschule in Feldkirch. Zunächst arbeitete Längle als Hilfsarbeiter beim Bau, ehe er 1998 den Präsenzdienst beim Bundesheer ableistete.
Danach wurde Längle Berufssoldat beim Pionierbataillon 2 und wechselte 2004 zum Jägerbataillon 23 in die Walgau-Kaserne nach Bludesch. Von 2001 bis 2002 war er so unter anderem im Kosovo stationiert. Ebenfalls während seiner Zeit als Berufssoldat war er bei mehreren Hochwasser-Katastropheneinsätzen in Salzburg, Oberösterreich und Vorarlberg sowie mehrfach im Grenzschutz im Einsatz. Zuletzt wurde er 2006 zum Stabsunteroffizier an der Heeresunteroffiziersakademie in Enns ausgebildet. 2010 verließ Längle das Bundesheer, nachdem er im selben Jahr über die Berufsreifeprüfung die Matura erworben hatte. Ebenfalls noch 2010 begann er zu studieren. Von Herbst 2013 bis Sommer 2014 versah Längle erneut für rund ein Jahr Dienst als Stabsunteroffizier beim Jägerbataillon 23. Das Bachelorstudium der Geschichte an der Universität Innsbruck schloss er 2018 ab. Aktuell absolviert er ein Lehramtsstudium der katholischen Theologie und Geschichte.

## Politischer Werdegang
Sein erstes politisches Mandat bekleidete Längle nach der Gemeindevertretungswahl 2010 als Mitglied der Gemeindevertretung der Marktgemeinde Götzis. Nach der Gemeindevertretungswahl 2015 wurde Christoph Längle zudem von der Götzner Gemeindevertretung als Gemeinderat in den Gemeindevorstand gewählt. Als solcher war er Obmann des Sport-Ausschusses der Marktgemeinde Götzis. 
Im Oktober 2014 wurde Längle nach der Landtagswahl 2014 vom Vorarlberger Landtag auf Vorschlag der FPÖ als Mitglied des Bundesrats nach Wien entsandt, wo er seine in den Landtag gewechselte Parteikollegin Cornelia Michalke ersetzte.
Am 22. April 2019 trat Längle gemeinsam mit der gesamten FPÖ-Gemeindevertretungsfraktion in Götzis aus der Partei aus. Grund dafür war ein Konflikt mit FPÖ Vorarlberg-Landesobmann Christof Bitschi über die Reihung der Landesliste für die Landtagswahl in Vorarlberg 2019, wegen politischer Inhalte sowie Differenzen über den Führungsstil der Landesgruppe. Längle und die anderen Mandatare der FPÖ-Gemeindevertretungsfraktion übten ihre Gemeinde- bzw. Bundesmandate daher bis zum Ablauf der jeweiligen Legislaturperioden als parteifreie Mandatare aus.
Bei der Gemeindevertretungs- und Bürgermeisterwahl 2020 trat Längle als Spitzenkandidat und Bewerber um das Amt des Bürgermeisters der neu gegründeten Liste „Bürgerbewegung Götzis“, auch gegen seine ehemalige Partei, die FPÖ Götzis, an. Er erhielt bei der Wahl zum Bürgermeister 14,3 Prozent der Stimmen und erreichte damit den dritten Platz. Insgesamt traten sechs verschiedene Wahllisten an. Seine Liste erhielt 13,4 Prozent der Stimmen, erreichte ebenfalls den dritten Platz, und zog mit 4 Mandaten in die Gemeindevertretung ein.